# Zedersdorf

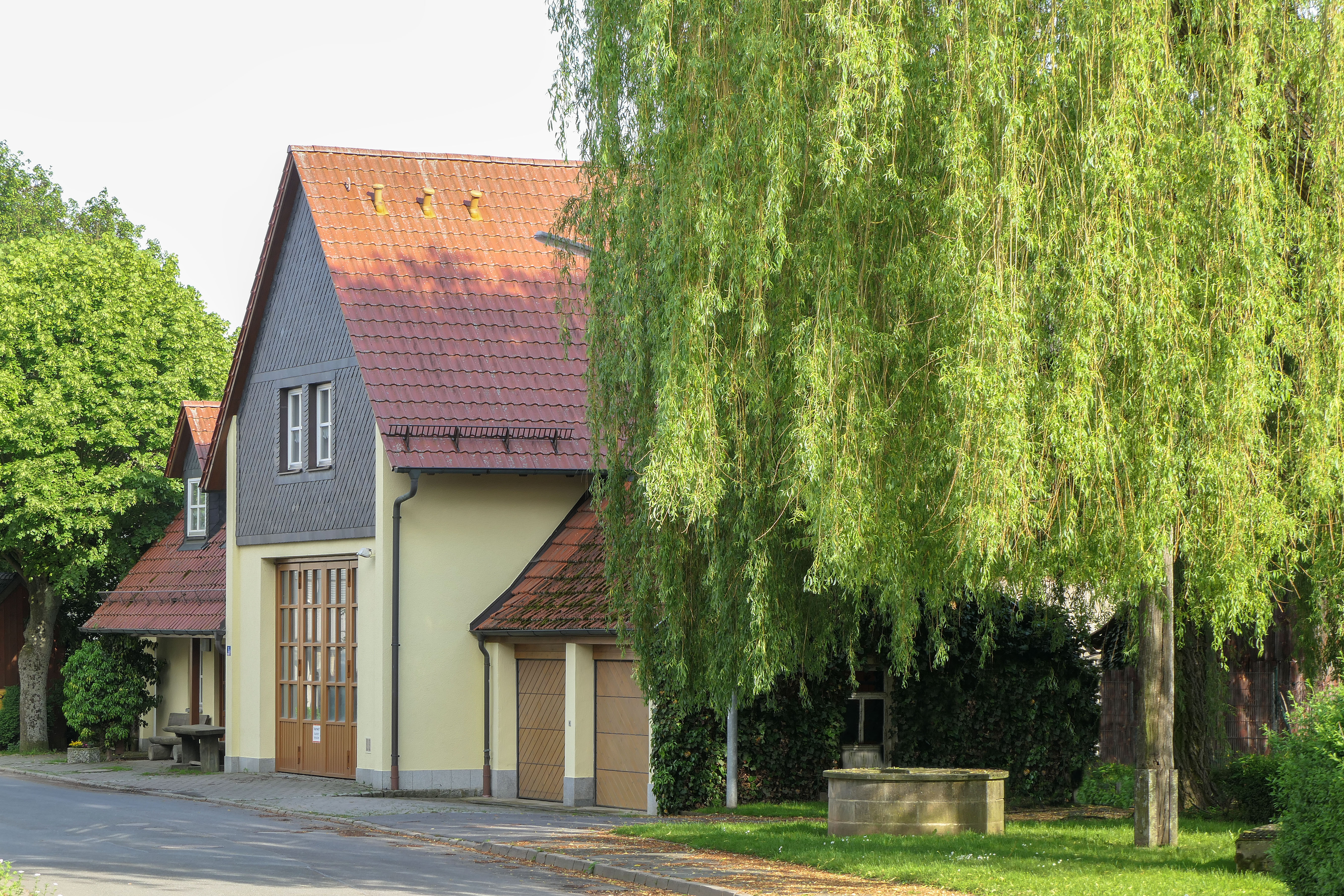
Feuerwehr- und Gemeindehaus mit Ortsbrunnen

Zedersdorf ist ein Gemeindeteil der oberfränkischen Gemeinde Sonnefeld im Landkreis Coburg.

## Lage
Zedersdorf liegt etwa 14 Kilometer südöstlich von Coburg. Der landwirtschaftlich geprägte Ort ist durch Gemeindeverbindungsstraßen mit Bieberbach, Weickenbach, Firmelsdorf und Gestungshausen verbunden. Der Zedersbach fließt durch das Dorf und mündet in Weickenbach in den gleichnamigen Bach.

## Geschichte
Zedersdorf  wurde 1317 erstmals im Urbarium, einer Auflistung von Besitzungen der Henneberger beim Erwerb der Neuen Herrschaft, als „Zedansdorf“ urkundlich erwähnt.
1353 kam Zedersdorf mit dem Coburger Land im Erbgang zu den Wettinern und war somit ab 1485 Teil des Kurfürstentums Sachsen, aus dem später das Herzogtum Sachsen-Coburg hervorging. 1485 erwarben die Herzöge von Sachsen den Besitz des Bamberger Klosters Michelsberg in Zedersdorf.
Zedersdorf gehört seit Jahrhunderten zum evangelisch-lutherischen Kirchspiel Gestungshausen. 1837 zählte das Dorf 164 Einwohner, 1871 waren es 172.
1842 wurde ein Schulhaus errichtet. 1878 wurden in dem Ort zwei Brauereien gegründet, von denen eine bis 1911 und die andere bis 1962 existierte. Diese gehörte ab 1911 der Familie Höllein und braute mit der Marke Brauerei Höllein Zedersdorf.
In einer Volksbefragung am 30. November 1919 stimmte 1 Zedersdorfer Bürger für den Beitritt des Freistaates Coburg zum thüringischen Staat, 65 waren dagegen. Somit gehörte ab dem 1. Juli 1920 Zedersdorf zum Freistaat Bayern. 1925 hatte die Siedlung 377,55 Hektar Fläche, 144 Einwohner, von denen 143 der evangelischen Kirche angehörten, und 27 Wohngebäude. Die evangelische Kirche befindet sich im 2,4 Kilometer entfernten Gestungshausen. 1929 ließ die Gemeinde eine Wasserleitung bauen. 
1964 veranlasste die Gemeinde die Aufnahme in den Schulverband Sonnefeld. 1970 votierten die Zedersdorfer mit deutlicher Mehrheit für einen Anschluss an Sonnefeld. Am 1. Januar 1971 erfolgte die Eingemeindung nach Sonnefeld. Eine Flurbereinigung wurde von 1972 bis 1982 durchgeführt. 1987 hatte das Dorf 111 Einwohner, 31 Wohngebäude und 35 Wohnungen.

## Einwohnerentwicklung
| Jahr | Einwohnerzahl |
| ---- | ------------- |
| 1837 | 164           |
| 1871 | 172           |
| 1910 | 161           |
| 1933 | 144           |
| 1950 | 199           |
| 1970 | 141           |
| 1987 | 111           |
| 2018 | 105           |

## Baudenkmäler
→ Liste der Baudenkmäler in Zedersdorf